# 俳人協会新鋭評論賞
俳人協会新鋭評論賞（はいじんきょうかいしんえいひょうろんしょう）は、俳人協会が開催する俳句評論賞。49歳以下の協会会員による評論が選考対象。2014年に第一回を開催。

## 受賞一覧
- 第1回（2014年）
  - 大賞 - 青木亮人「明治期における俳句革新「写生」の内実について」
  - 準賞 - 澤田和弥「寺山修司「五月の鷹」考補遺」

- 第2回（2015年）
  - 大賞 - 荒川英之「『雪白』時代における沢木欣一の「写生」に関する考察　ーアララギ派の写生説との関係を通じてー」

- 第3回（2016年）
  - 大賞 - 堀切克洋「見性としての写生　後藤夜半の滝の句をめぐって」
  - 準賞 - 渡部有紀子「山口青邨の海外詠　『雑草園』から『雪國』への連続性」
  - 準賞 - 松枝真理子「島村元考　虚子の後継者と目されたのはなぜか」

- 第4回（2017年）
  - 大賞 - 鈴木光影「「合掌部落」の時間・「吹田操車場」の時間　- 登四郎と六林男の交叉点」